# 百鬼夜行抄
《百鬼夜行抄》是日本漫畫家今市子的長篇靈異單元型作品。主角飯嶋律是妖怪小說家飯嶋蝸牛（本名飯嶋伶）的孫子，自幼具有通靈體質，能夠與妖怪鬼魂見面交談，甚至驅除惡靈。飯嶋蝸牛死前命令最強的式神龍妖青嵐（寄居於律的父親體內）終生保護律，祖父死後律才逐漸發現許多祖父生前與妖魔之間的祕密。
故事皆為中短篇單元性，大多圍繞著飯嶋律以及飯嶋家的親戚朋友進行。本作特色之一是採用拼貼式敘事，有異於一般平鋪直敘的敘事結構，不仔細看可能會無法理解某些情節。

## 登場人物

### （本家）
（いいじま りつ）
故事主人翁，故事開始時是外公蝸牛過世、舉辦喪禮開始[小學前]。
之後故事陸陸續續從高中生考大學乃至於上了大學後接續之[有時候倒敘小時候]。
律從小就具有看得見鬼怪的能力，繼承了外公大部分的靈力，身邊也特別容易聚集鬼魂和妖魔，小學以前都被打扮成女孩子的模樣以求平安長大，不擅長和人相處，小學到高中時期沒有半個人類朋友(第一個交到的朋友是幽靈)，到大學後才有能稱為朋友的人類。
大多時候都是面無表情，但因為樣貌不錯，所以還有不少女性表達出對他的好感(但他完全沒有發覺)。曾因為司跟他太親近，惹得喜歡律的女孩子不滿而到處造謠中傷司。
和晶一樣就讀於偏差值高的惠明大學，但是靠神明幫忙才考上的，本身並不擅長唸書。(因為經常在唸書時被妖怪搗亂)
/（いいじま かぎゅう／いいじま りょう）
著名的妖怪小說家，從小便見得到鬼怪，具有強大的靈力，在妖魔鬼怪之間很有名氣。
自幼即因其靈力之故所以很容易招來壞事，甚至有妖怪說他必須出家才能擋下壞事，也因此曾失去了堂哥與曾有好感的女性，其姊水脈理解他的難處，出嫁後，便斷絕關係，但是在他結婚時，曾派遣式神去保護八重子，甚至贈送一件白無垢(日式嫁衣)。
很少人知道他寫的都是實際的故事，因為與妖魔打交道而減少了自己的陽壽。
擔心與自己一樣擁有見到鬼怪能力的外孫律，安排式神青嵐寄居在女婿的身體內以保護律，會使用自成一派的法術。
（いいじま やえこ）
飯嶋伶的妻子，生了七個孩子，最小的孩子淨小時候已經去世。
因為年輕時參加試膽大會到飯嶋家（當時被認為是鬼屋）夜遊，而認識了伶，兩人互有好感，後來經過狐狸妖怪阿崎嫂的牽線而結為連理。
年輕時是個大美人但相親好幾次都失敗。
沒有靈力，和其溫和有禮的高雅外貌不同，個性上是個喜愛飆車的速度狂；在律十三歲時便教會他開車。
結婚時差點被妖怪吃掉，但是得到蝸牛之姊的幫助，當時蝸牛為了讓結婚儀式完成所以跟一株山茶簽訂契約，支付了十年的壽命，因天命已盡，卻又得到作為賀禮而歸還的三年壽命得以活下。
（いいじま たかひろ）
律的父親，飯嶋家的贅婿，舊姓三上；善良守本分，很受到蝸牛的喜愛。
但一次在蝸牛對付妖魔失敗時恰好下班返家，被反噬的式神穿過心臟而死，之後身體被青嵐寄居，外人眼中看來是在心肌梗塞死亡後10小時又死而復生。
（いいじま きぬ）
飯嶋伶的第三個女兒，律的母親，總是面帶微笑的優雅女性。
結婚數年後招贅的丈夫就被蝸牛的式神穿過心臟而死，後由青嵐取而代之；但絹從未起疑。
因為丈夫死而復生後沒有工作能力，便在家中開設茶道教室教授茶道插花與和服穿法等課程。
雖然沒有看見鬼怪的能力，但是直覺莫名強烈，有時比靈感強大的人還可怕，有很強的直覺與保護家人的本能。

### 親戚
（いいじま つかさ）
律的表姐，對律來說是親姐姐般的存在，大他三歲，公認的大美人。
六七歲時曾經不小心在飯嶋本家被妖怪附身，後頸上有一個很大的黑色胎記，因而留了長髮並且性格日益陰鬱。
胎記與鬼怪被律除去之後，逐漸恢復開朗，本性有些迷糊，其實是個不拘小節的酒鬼。
因為繼承了祖父蝸牛的部分靈感，很容易沾染鬼怪，特別是年輕的女性幽靈。
因為她並不想看見鬼怪，所以鬼怪在她眼中會自動替換成正常的存在。(例如：將鬼燈的飛眼看成蟑螂打下去、拿著樹木的妖精看成拿著法式麵包棍的女性……等）。
和學弟星野拍拖。
 （ひろせ あきら）
律的另一位表姊，小個子的美人，大律七歲。
就讀偏差值頗高的知名大學(惠明大學)研究所，在大學研究所主修民俗學，和司一樣繼承了祖父蝸牛的部分靈力，因此容易沾染鬼怪事件。
在其他學校間也頗具名氣，但因為其靈力，而被稱為『惠明的妖怪女』。
後來喜歡上了名為三郎的古代匠師，因三郎是被封印在一座迷你庭院造景裡，嚴格說來不算死了，但也不算活著，後來收養了以公雞木雕為媒介的三郎(雞)，不過因為住的公寓無法飼養寵物所以寄放在律家。
被八代準追求，曾為了錢，當了八代準助手。
 （ひろせ うしお）
律的表哥，晶的弟弟，看不到鬼怪，可是又喜歡偽裝看得的到以吸引人的注意，個性愛玩，出了社會後第一份工作是保險業務員。
 （いいじま かい）
飯嶋伶的三子，是蝸牛眾多子女中靈力最強、也最與父親相像的，年青時樣子和律相似，但跟父親蝸牛對於異界態度大不相同而父子決裂，中學畢業後便離家出走。
大學時期受朋友所託假扮朋友到他的老家，被女性山神"桂"愛上並將他困在異界長達二十六年，最後回到飯家時已經四十六歲。
回到人世後在不動產公司工作兼除靈師，一邊學著重新適應社會；飯家的姊姊們一直不放棄為他安排相親機會，不過開跟年輕時的伶一樣是屬於不容易找對象的類型，每次都會遇到家中有靈異問題的對象。
很受非人之物的女性喜歡，能同時操縱數目眾多的式神，本篇故事後段因被妖怪當作伶而要求不斷打麻雀，導致再次行蹤不明，但在最後終於逃出異界，並在後山的雜樹林中被發現救回。
番外篇中交代開的新工作為遺物處理專員。
（いいじま たまき）
飯嶋伶的次女，幼時曾將蝸牛收伏在自家後院結界中的妖怪誤認為狗偷偷飼養寵愛，後妖怪長大無法馴服，便交由最小的弟弟開來收服。
從小便認為父親不喜歡自己，長大後成為女強人並且一直獨身未嫁。
在飯開回到家裡後便自願收留他並一直希望幫他安排相親，可以看得見妖怪但非常害怕，所以也不喜歡回飯嶋家。
（いいじま さとる）
飯嶋伶的長子，飯嶋司的父親；具有部分靈力但不是很強，過去因好奇踏入家中禁地導致司被妖怪附身，亦因此害死了律的父親。
（ひろせ あや）
飯嶋伶的長女，廣瀨晶、廣瀨潮的母親。
（いいじま こう）
飯嶋伶的次子，有小孩。

### 其他人
八代準
第16卷《病枝》一話登場。擁用靈異能力，可以「看得見」。
天羽神鈴奈(本名天野花子)大師之助手兼無血緣關係的表姪，靈動者，天羽大師其後回到家鄉做靈媒，他獨自在東京從事占卜師及術師工作。
八代親人大多數都體弱多病，擁用派不上什麼用場的靈力，由他一個人養活全族，所以要付費用，能力才能充分發揮。
曾追求広瀨晶。

### 妖魔或非活人
青嵐 （あおあらし）
原本是無固定形體的妖怪，由飯嶋蝸牛賜予龍的形體，現在附身在律死去的父親身體中，可自由脫殼，不管是吃鬼怪或是吃飯食量都很大。
媒介是一面古鏡，曾因鏡子被打破而變得怪怪的，後來將一根嵌有鏡子碎片的木頭送給陽壽將盡的三郎。
因律曾被妖怪附身導致假死，故契約消失，但目前仍住在家裡，據本人所言，那是因這個家的食物不論是量還是質都十分穩定，是個理想的狩獵場。
是座古墓封印的某存在的一部份，也是蝸牛手中最強的式神。
尾黑（おぐろ）、尾白（おじろ）
棲息在樹上的鳥妖(鴉天狗)，原型是文鳥，原本住在兩棵相對的杉樹上，因尾黑的住所被砍掉，後為爭奪地盤大打出手，被律收服後而共同侍奉律。
一雄一雌，原本應是雙胞胎的人類小孩，在逃命時遇到高尾山的天狗而被變成了天狗。
白天是一黑一白的兩隻鳥兒，聒噪但是沒有什麼法力，到了夜晚就恢復成鴉天狗的模樣且擁有法力。
對律十分忠心，但聒噪且愛互相鬥嘴，喜歡宴會，常常擅自偷酒和家中的客人（多半是飯嶋司）共飲而酩酊大醉。
鬼燈/赤間 （きちょう／あかま）
不知道活了多久的人形妖怪，以吸食人類精氣為生，飯嶋蝸牛年輕時曾經受過他的玩弄與折磨，對他而言這種行為只是單純地玩遊戲。
鬼燈是蝸牛所取，可以束縛他的咒語。
現在目標轉移到律身上，雖然強大但唯獨對司沒轍，總是私下稱呼她為『暴力女』。
石田三郎（いしだ さぶろう）
技藝高超的工匠，家人皆被成為食人鬼的哥哥殺死，自己則因外出逃過一劫；為此製作了房舍造景供奉家族，卻因過於精巧而被吸入其中，渡過不知多少歲月，成為介於生死之間者。與律接觸後與晶相戀，藉晶之力重回現世，成為晶的男友。
後來造景中的靈魂紛紛成佛消失，造景也隨之崩潰，故於消失前刻了木雞做為新的身體，現為飯家中一隻名為三郎的雞（然而晶並不知情）。
夜刀（やと）
一身黑衣的男性，通常並無左手，因為左手可以自由分離，寄生在生物上，而該生物會有一個肉瘤。
以人類精氣為食，身上帶有一種可以奪取他人壽命的種子，一顆種子可得一年壽命，他將一袋種子送給一名被左手操縱的狗咬死的女性幽靈，希望她能湊齊八千朵花而復活，後感動於她將生命之花送給將死之人的舉動故不再尋找新娘，並陪伴在她身邊。
目前苦惱左手經常擅自行動為他尋找新娘一事，常常要去抓左手回來。

## 出版書籍
| 集數 | 朝日新聞出版   | 朝日新聞出版           | 東立出版社     | 東立出版社             |
| 集數 | 發售日期       | ISBN                   | 發售日期       | ISBN                   |
| ---- | -------------- | ---------------------- | -------------- | ---------------------- |
| 1    | 1995年9月19日  | ISBN 978-4-25-790249-2 | 1997年3月5日   | ISBN 957-34-3841-0     |
| 2    | 1996年11月8日  | ISBN 978-4-25-790283-6 | 1997年8月10日  | ISBN 957-34-5262-6     |
| 3    | 1997年5月9日   | ISBN 978-4-25-790295-9 | 1998年7月20日  | ISBN 957-34-6700-3     |
| 4    | 1997年12月10日 | ISBN 978-4-25-790328-4 | 1999年6月15日  | ISBN 957-34-6701-1     |
| 5    | 1998年11月12日 | ISBN 978-4-25-790355-0 | 1999年12月25日 | ISBN 957-34-8711-X     |
| 6    | 1999年6月20日  | ISBN 978-4-25-790382-6 | 2001年4月10日  | ISBN 957-34-8712-8     |
| 7    | 2000年4月12日  | ISBN 978-4-25-790403-8 | 2001年9月15日  | ISBN 957-731-935-1     |
| 8    | 2001年3月30日  | ISBN 978-4-25-790428-1 | 2002年4月26日  | ISBN 957-731-936-X     |
| 9    | 2002年2月28日  | ISBN 978-4-25-790450-2 | 2002年11月20日 | ISBN 986-11-2416-0     |
| 10   | 2002年12月20日 | ISBN 978-4-25-790463-2 | 2002年12月15日 | ISBN 986-11-2708-9     |
| 11   | 2003年10月10日 | ISBN 978-4-25-790490-8 | 2004年10月13日 | ISBN 986-11-2978-2     |
| 12   | 2004年10月20日 | ISBN 978-4-25-790508-0 | 2005年5月5日   | ISBN 986-11-5921-5     |
| 13   | 2005年7月20日  | ISBN 978-4-25-790534-9 | 2006年5月18日  | ISBN 986-11-5922-3     |
| 14   | 2006年4月22日  | ISBN 978-4-25-790555-4 | 2006年9月7日   | ISBN 986-11-8450-3     |
| 15   | 2007年1月23日  | ISBN 978-4-02-213049-5 | 2007年5月3日   | ISBN 978-986-11-9545-2 |
| 16   | 2007年11月7日  | ISBN 978-4-02-213102-7 | 2008年3月13日  | ISBN 978-986-10-1218-6 |
| 17   | 2008年10月7日  | ISBN 978-4-02-213126-3 | 2009年5月27日  | ISBN 978-986-10-2724-1 |
| 18   | 2009年7月7日   | ISBN 978-4-02-213138-6 | 2009年11月12日 | ISBN 978-986-10-4130-8 |
| 19   | 2010年10月7日  | ISBN 978-4-02-213159-1 | 2010年12月22日 | ISBN 978-986-10-6670-7 |
| 20   | 2011年7月7日   | ISBN 978-4-02-213164-5 | 2011年12月23日 | ISBN 978-986-10-8178-6 |
| 21   | 2012年6月7日   | ISBN 978-4-02-213174-4 | 2013年2月5日   | ISBN 978-986-317-376-2 |
| 22   | 2013年10月20日 | ISBN 978-4-02-214131-6 | 2014年3月13日  | ISBN 978-986-337-638-5 |
| 23   | 2014年7月30日  | ISBN 978-4-02-214150-7 | 2014年12月26日 | ISBN 978-986-365-718-7 |
| 24   | 2015年7月30日  | ISBN 978-4-02-214179-8 | 2015年12月17日 | ISBN 978-986-431-878-0 |
| 25   | 2016年7月7日   | ISBN 978-4-02-214212-2 | 2017年1月11日  | ISBN 978-986-470-812-3 |
| 26   | 2017年8月21日  | ISBN 978-4-02-214232-0 | 2018年12月21日 | ISBN 978-986-486-704-2 |
| 27   | 2019年3月20日  | ISBN 978-4-02-214263-4 | 2020年7月6日   | ISBN 978-957-26-3099-0 |
| 28   | 2020年10月20日 | ISBN 978-4-02-214300-6 | 2023年1月10日  | ISBN 978-957-26-5985-4 |
| 29   | 2021年10月20日 | ISBN 978-4-02-214331-0 | 2023年7月7日   | ISBN 978-957-26-8381-1 |
| 30   | 2022年10月20日 | ISBN 978-4-02-214347-1 | 2024年11月4日  | ISBN 978-626-360-212-0 |
| 31   | 2024年4月5日   | ISBN 978-4-02-214393-8 |                |                        |

### 畫集
皆由朝日新聞出版。
- ：1999年1月30日、ISBN 978-4-25-703553-4
- ：2002年8月9日、ISBN 978-4-25-703662-3
- ：2004年7月20日、ISBN 978-4-25-703698-2
- ：2007年12月3日、ISBN 978-4-02-213815-6
- ：2012年1月4日、ISBN 978-4-02-213823-1

## 電視劇
本漫畫的電視劇版共12回，其中於2007年2月3日開始在日本電視台播映前9回，餘下三回透過DVD-Video發行。

### 演員列表
- 飯嶋律：細田善彦（日语：細田善彦）
- 飯嶋司：酒井彩名
- 飯嶋孝弘（青嵐）：渡邊一惠
- 飯嶋伶（蝸牛）：向井理（青年）、山田明鄉（日语：山田明鄉）（老年）
- 飯嶋八重子：市毛良枝（日语：市毛良枝）
- 飯嶋絹：いしのようこ
- 赤間（鬼灯）：天野浩成
- 尾白：渡辺道子（日语：渡辺道子）
- 尾黒：湯澤幸一郎（日语：湯澤幸一郎）

### 工作人員
- 原作：今市子
- 脚本：金子二郎、福田卓郎
- 演出：石川淳一、植田泰史、小山田雅和、星田良子
- 製作人：植野浩之、茶之前香、曽根和子、井口喜一、永井麗子
- 音樂：森英治
- 主題曲：Fonogenico「ねがいごと」
- 企画制作：日本電視台
- 製作協力：Basis
- 製作著作：D.N.Dream Partners、VAP、OLM,lnc.

## 外部連結
- （日語）百鬼夜行抄 （页面存档备份，存于）（電視劇官網）